# Дворец Сан-Антон
Дворец Сан-Антон (мальт. Il-Palazz ta' Sant'Anton) — дворец в муниципалитете Аттард на Мальте, официальная резиденция президента Мальты.

## История
Первоначальная постройка, воздвигнутая около 1600 года, служила в качестве летней виллы для Антуана де Поля (Antoine de Paule, 1551—1636). В 1623 году, когда де Поль стал 56-м великим магистром Мальтийского ордена и вплоть до его смерти в 1636 году вилла была перестроена и превращена в его летнюю резиденцию. Своё название «Сан-Антуан» (Sainte Antoine) дворец получил в честь святого покровителя великого магистра — Антония Падуанского.
Причиной постройки резиденции в этом месте было гораздо меньшее расстояние до столицы, чем от тогдашней резиденции магистра, дворца Вердала в Сиджиуи. Хотя все историки согласны с тем, что дворец был перестроен до того, как де Поль стал магистром, и изначально был меньше, чем сейчас, но Кастанья считает, что дворец пришёл в нынешний вид в 1625 году, через два года после того, как Антуан де Поль стал магистром, тогда как Кальеха полагает, что перестройка завершилась только к 1635 году. По его мнению, здание представляло собой ещё только дом или виллу, когда де Поль пригласил к себе на ужин 600 человек.
В последующие годы здание использовалось последующими великими магистрами ордена до французской оккупации (1798—1800). Дворец служил местом сходок мальтийских повстанцев, которые затем восстали против французов.
После 1800 года, во время британского правления, дворец Сан-Антон был резиденцией губернатора, а после обретения независимости служит официальной резиденцией президента Мальты.
Здание неоднократно претерпевало модернизацию, реконструкцию и изменения интерьеров. В период его использования великими магистрами ордена дворец был перестроен из формы буквы T в форму латинского креста. При дворце существует также небольшая часовня Богоматери Пилларской, построенная де Полем. Её потолок украшен гербами великих магистров Антониу Мануэла де Вильена, Мануэла Пинту да Фонсека и Эммануэля де Рогана-Полдю.
Дворец окружен садами, как частными, так и публичными. Он был открыт для публики в 1882 году. На его территории располагаются дорожки, пруды, декоративные фонтаны, скульптуры и вольер. Произрастает множество видов деревьев и растений со всего мира, некоторые из них были посажены побывавшими во дворце главами государств. Среди деревьев есть экземпляры старше трёхсот лет. Произрастает большое количество апельсиновых и пальмовых деревьев; в нескольких прудах живут утки и лебеди.
Здание занесено в национальный реестр культурных ценностей Мальты под номером 01152.